# گیرنده جفت‌شونده با پروتئین جی
گیرنده‌های جفت‌شونده با پروتئین جی (انگلیسی: G protein–coupled receptor) یا (GPCRs) گروه بزرگی از گیرنده‌های پروتئینی هستند که در سطح خارجی غشای سلول‌ها قرار دارند و پس از اتصال با لیگاند خود (مانند آدنوزین، اپیوم یا آدرنالین) تغییر شکل داده و فعال می‌شوند. پروتئین جی می‌تواند گوانوزین دی فسفات (GDP) را به گوانوزین تری فسفات (GTP) تبدیل کند؛ گوانوزین تری فسفات زنجیره‌ای از واکنش‌ها را آغاز می‌کند، نتیجه نهایی، ورارسانی پیام‌های مختلف به داخل سلول و ایجاد تغییراتی در عملکرد آن است.
گیرنده‌های جفت‌شونده با پروتئین جی از دو مسیر اصلی برای انتقال پیام استفاده می‌کنند: مسیر وابسته به cAMP و مسیر فسفاتیدیل اینوزیتول

## عملکرد
جی‌پروتئین‌ها گیرنده‌هایی پروتئینی هستند که یک سمت آنها خارج از سلول و سمت دیگرشان داخل سلول قرار دارد (عبورکننده از عرض غشا). این سیستم نوعی پیامرسان برای مواد شیمیایی خاصی مثل هورمون‌ها و پیامرسان عصبی در سطح غشای سلول است. به عنوان مثال گیرنده‌های سرپنتینی از ۷ مارپیچ تشکیل شده که از عرض غشا می‌گذرند. اتصال مادهٔ شیمیایی به این گیرنده‌ها و تغییر شکل سه بعدی آنها روی پروتئین دوم موجود در این سیستم (جی‌پروتئین محرک یا Gs) در سطح سیتوزولی غشا اثر می‌گذارد. خود این پروتئین از سه زیر واحدα، βوγ تشکیل شده است. به زیرواحد آن GDP متصل است که بعد از تغییر شکل گیرنده توسط هورمون، به GTP تبدیل می‌شود.GTP باعث می‌شود که زیر واحدα از دوتای دیگر جدا شده و به سمت یک پروتئین غشایی دیگر حرکت کند.
در مسیر وابسته به cAMP پروتئین غشایی جدید آدنیلیل سیکلاز است که بعد از اتصال به زیر واحد آلفا فعال شده و ATP را به cAMP تبدیل می‌کند. در صورتی که GTP مجدداً بهGDP تبدیل شود آدنیلیل سیکلاز از فعالیت باز می‌ماند.

## تاریخچه و اهمیت
رابرت جی. لفکویتز و برایان کوبیلکا که جایزه نوبل شیمی را در سال ۲۰۱۲ به خود اختصاص داده‌اند، موفق شده‌اند شیوه عمل گیرنده‌های جفت‌شونده با جی‌پروتئین یا (GPCRs) را نشان دهند.GPCRs نقشی حیاتی را در بدن ما ایفا می‌کنند و در این خانواده گیرنده‌های آدرنالین، دوپامین، سروتونین، نور، مزه و بو وجود دارند. نه‌تنها اغلب فعالیت‌های حیاتی بدن ما به عملکرد صحیح این گیرنده‌ها وابسته هستند، بلکه نیمی از داروها مانند مسدودکننده‌های گیرنده‌های بتا، آنتی‌هیستامین‌ها و داروهایی که در درمان‌های روان‌پزشکی کاربرد دارند نیز به کمک این گیرنده‌ها در بدن ما وارد عمل می‌شوند.